# Klaus Wilms
Klaus Wilms (* 5. März 1939 in Kiel) ist ein deutscher Hämatologe und Onkologe und emeritierter Professor an der Julius-Maximilians-Universität Würzburg.

## Leben
Wilms studierte Humanmedizin an der Christian-Albrechts-Universität zu Kiel und der Ludwig-Maximilians-Universität München und promovierte 1963 zum Thema „Vergleichende Untersuchungen an antibioticaresistenten Enterobacteriaceen“. Nach dem medizinischen Staatsexamen arbeitete er in Krankenhäusern in Waiblingen, Heidenheim an der Brenz und Wiesbaden und am Universitätsklinikum Tübingen. Von 1965 bis 1967 war er als „Research Fellow“ an der Universität zu Köln und danach wieder am Universitätsklinikum Tübingen tätig, wo er sich 1972 zum Thema „Untersuchungen der DNS-Synthese in menschlichen Blutzellen als Grundlage für die Therapie der akuten Leukämien“ habilitierte, ein Jahr später erhielt er die Venia legendi. 1975 absolvierte Wilms einen Forschungsaufenthalt an der Division of Oncology der University of Washington in Seattle, 1978 wurde er zum außerplanmäßigen Professor der Eberhard Karls Universität Tübingen ernannt. 1982 wurde Wilms auf den Lehrstuhl Innere Medizin II der Julius-Maximilians-Universität Würzburg berufen und war dort außerdem Direktor der Medizinischen Poliklinik (heute Medizinische Klinik und Poliklinik II) des Universitätsklinikums Würzburg. Während dieser Tätigkeit war er von 1991 bis 1994 Mitglied der Kommission zur Gründung einer medizinischen Fakultät an der Technischen Universität Dresden. Er war zudem Dekan und Prodekan der Würzburger Medizinischen Fakultät. Klaus Wilms wurde 2004 emeritiert und trat in den Ruhestand ein.

## Auszeichnungen
- Träger des Bundesverdienstkreuzes Erster Klasse (1999)[2]
- Träger des Bayerischen Verdienstordens (2005)[5]
- Ehrenmitglied der Deutschen Gesellschaft für Innere Medizin (2011)[6]
- Dr. Emil Salzer-Preis (1973)[2]
- Träger der Medaille „Bene Merenti in Gold“ der Julius-Maximilians-Universität Würzburg (2011)[7]
- Albert-Kölliker-Lehrpreis der Medizinischen Fakultät der Julius-Maximilians-Universität Würzburg (2004)[8]
- Ehrenmitglied der Siebold-Gesellschaft Würzburg[9]
- Ehrenmitglied der Deutschen Gesellschaft für Hämatologie und Medizinische Onkologie (2015)[10]

## Mitgliedschaften
- Universitätsbund Würzburg[11]
- Kuratorium der Treuhandstiftung „Futura“ des Bürgerspitals zum Heiligen Geist Würzburg[12]